# Kurt von Schmeling
Kurt von Schmeling (* 10. September 1860 in Berlin; † 4. März 1930 in Potsdam) war preußischer Regierungspräsident.

## Leben
Der Sohn des Oberstleutnants Bogislav Oswald von Schmeling (1827–1896) und dessen Ehefrau Anna von Rohr (1835–1917) schlug nicht wie sein Vater die militärische, sondern nach dem Studium der Rechtswissenschaften die Beamtenlaufbahn ein. Er wurde 1893 Landrat im Kreis Stuhm, 1899 im Landkreis Stolp. 1905 wurde er Geheimer Regierungsrat und Vortragender Rat im Landwirtschaftsministerium. Von 1907 bis 1910 gehörte er als Mitglied der Deutschkonservativen Partei dem Preußischen Abgeordnetenhaus an. 1910 wurde er zum Geheimen Oberregierungsrat ernannt. Von 1910 bis 1922 war er Regierungspräsident des Regierungsbezirks Stettin.
Er heiratete in Potsdam am 29. September 1891 Karla von Burgsdorff (1869–1939). Aus dieser Ehe gingen zwei Söhne hervor:
- Hans Joachim (* 8. Juli 1892; † 29. November 1914), gefallen im Ersten Weltkrieg
- Claus Wedig (* 2. Juni 1895; † Februar 1946 im Internierungslager Sachsenhausen) ⚭ 1922 Margarete Broecker (* 27. September 1897)

## Veröffentlichungen
- als Herausgeber: Kriegserlebnisse 1914 des Leutnants d. R. 1. Brandenb. Dragoner-Regiments Nr. 2 und Referandars Hans Joachim von Schmeling, zusammengestellt nach seinem Tagebuche und seinen Briefen. Louis Pasenow, Stettin 1917, urn:nbn:de:gbv:9-g-5271673.